# پن نالین
پن نالین (انگلیسی: Pan Nalin) با نام واقعی نالین کومار پاندیا کارگردان فیلم و مستندساز اهل هند است.

## فیلم‌شناسی
- ۲۰۰۱ Samsara[۱]
- ۲۰۰۶ دره گل‌ها
- ۲۰۱۵ الهه‌های عصبانی هند